# Garban
Sergio Sánchez Gómez, más conocido como Garban es un futbolista español nacido el 28 de julio de 1988. Juega de delantero, bien como punta o como extremo derecho, aunque su polivalencia le lleva a adaptarse como segunda punta y hacia caídas puntuales al lado izquierdo. Su equipo actual es el CF Salmantino UDS de la Tercera División de España.

## Biografía
Nacido en Osuna, desde pequeño ingresa en el Club de Fútbol Pizarrales, el equipo de su barrio, comenzando en la categoría de benjamines. En alevines mostró interés por él la Unión Deportiva Salamanca, que lo incorpora a su estructura hasta finalizar su periplo como cadete. Es en ese momento, en 2004 cuando pasa a la UD Santa Marta de Liga Nacional Juvenil, donde realiza tres temporadas antes de ascender en 2007 al equipo titular del club, en Tercera División.
Tras cuajar una más que excelente temporada 2009-2010, en la que Garban terminó como Pichichi del Grupo VIII de la Tercera División con 22 goles (más de la mitad de los tantos de su equipo), tanto el jugador como la UD Santa Marta dieron por hecha su salida del club al término de la temporada en busca de una mayor proyección profesional.
Durante ese verano, el jugador llegó a un acuerdo con el Club Deportivo Guijuelo, equipo del pueblo salmantino que juega en el Grupo II de Segunda División B. El 30 de enero de 2013 ficha por la Unión Deportiva Logroñés, equipo del Grupo II de Segunda División B, firmando un contrato hasta el 30 de junio de 2014. El 20 de agosto de 2013 se desvincula de la Unión Deportiva Logroñés para volver al Club Deportivo Guijuelo firmando un contrato hasta el 30 de junio de 2015.

## Clubes
| Club           | País   | Año       |
| -------------- | ------ | --------- |
| UD Santa Marta | España | 2007-2010 |
| CD Guijuelo    | España | 2010-2013 |
| UD Logroñés    | España | 2013-     |
| CD Guijuelo    | España | 2013-2015 |
| CD Villaralbo  | España | 2015-2016 |
| CF Talavera    | España | 2016-2017 |
| CF Salmantino  | España | 2017-2018 |
| Zamora CF      | España | 2018-2020 |